# Matías Montes Huidobro
Matías Montes Huidobro (Sagua la Grande, Cuba 1931-Miami, Estados Unidos 2022). Fue un dramaturgo, novelista, ensayista, investigador, poeta, editor y profesor universitario cubano-americano.

## Biografía
Montes Huidobro cursó sus estudios primarios en La Habana, licenciándose primero, y doctorándose después en Pedagogía por la Universidad de La Habana. Inició su carrera como escritor al darse a conocer en 1951 con algunos poemas y artículos, siendo cofundador de la Revista Bohemia. Pero no fue hasta el inicio de los años 1960 cuando vieron la luz cinco obras dramáticas: Los acosados, Gas en los poros, La botija, El tiro por la culata y Las vacas. Aunque colaboró en algunas publicaciones en Cuba después del triunfo de la revolución y fue profesor de la escuela de periodismo, abandonó definitivamente la isla en noviembre de 1961 para residir en Estados Unidos, donde permanece desde entonces.
Allí se estableció primero en Pensilvania, donde fue profesor de secundaria en Meadville. Desde el continente americano marchó a Hawái, donde ha residido hasta su jubilación en 1997. En las islas trabajó junto con su esposa como profesor en la universidad. De retorno al continente fijó su residencia en Miami. De 1962 a 1997, destacan entre sus obras dramáticas La Madre y la Guillotina (1976), La navaja de Olofé (1986) y Exilio (1988), todas ellas puestas en escena y editadas. De sus ensayos, cabe señalar Persona, vida y máscara en el teatro cubano; Bibliografía crítica de la poesía cubana; (exilio: 1959-1971), Persona, vida y máscara en el teatro puertorriqueño; La narrativa cubana entre la memoria y el olvido: ensayos; Cuba detrás del telón I, II, III y IV; El teatro cubano en el vórtice del compromiso 1959-1961; entre otros. Ha sido también editor y divulgador. Fundó la Revista Caribe sobre literatura cubana y la editorial Persona.
Ha sido galardonado por su novela Por esa fuente de dolor con el Premio Café Gijón de novela en España (1997), Premio Prometeo por su obra de teatro Sobre las mismas rocas y por su novela Segar a los muertos (1980), fue finalista del Premio Planeta.
Falleció en el año 2022, en la ciudad de Miami a los 92 años.

## Obras[3]
La Avellaneda una y otra vez (2014).
La sal de los muertos II (2012, versión corta).
Un sainete callejero (2011).
Caravaggio en Milán: Pesadilla paródica bufo-goyesca (2010).
Tirando las cartas (2009).
Un objeto de deseo (2006).
Oscuro total (1993).
Lección de historia (1990).
La soga (1990).
Su cara mitad (1989).
El hombre del agua (1989. El autor indica que esta obra se desprende de Las paraguayas. Fue publicada en Kubanische Theaterstücke y en la revista literaria Baquiana).
La garganta del diablo (1989).
Las paraguayas (1988).
Fetos (1988).
Exilio (1987).
La navaja de Olofé (1981).
Hablando en chino (1979).
Funeral en Teruel (1979).
Ojos para no ver (1979).
La Madre y La Guillotina (1961).
Bebé y el señor Don Pomposo (1961).
La sal de los muertos (1960).
El tiro por la culata (1960).
Gas en los poros (1960).
La botija (1959).
Los acosados (1959).
Las vacas (1959).
El verano está cerca (1954. Revisada en 2017).
Sucederá mañana (1953. Revisada en 2015).
Sobre las mismas rocas (1951).
Las cuatro brujas: Aquelarre teatral (diciembre, 1949. Revisada en 2015).

### Artículos
La Avellaneda: el discurso del eros.
Entre partir o quedarse, del libro: Del areíto a la independencia: Claves literarias de las letras cubanas
Oscuro total vuelve otra vez.

### Libros
La Avellaneda una y otra vez.
Del areito a independencia: Claves literarias de las letras cubanas.
Su cara mitad: Teatro
Un objeto de deseo
Oscuro total